# Portret van Cornelis Theodorus Elout
Portret van Cornelis Theodorus Elout is een 19e-eeuws schilderij van Andries van den Berg in het Rijksmuseum in Amsterdam.

## Voorstelling
Het schilderij, een kniestuk, toont een staande man: Cornelis Theodorus Elout (1767-1841), commissaris-generaal in Nederlands-Indië in de periode 1816-1819. Hij draagt een ambtskostuum dat bestaat uit een witte kasjmier pantalon en een rokjas van donkerblauw laken, waarop goudborduursel en vergulde knopen voorzien van een gekroonde W zijn aangebracht. Het borduursel bestaat uit eikentakken met eikenbladeren en eikels, vervlochten met lauwertakken en -bladeren en kelkjes. Elout draagt het grootkruis van de Orde van de Nederlandse Leeuw aan een lint over zijn rechterschouder op zijn linkerheup en de ster van de Orde.
Op een tafeltje rechts van de man liggen twee boeken en een steek. Hij wijst met zijn rechterhand op het opengeslagen boek. Het boek daaronder, met op de rug Grondwet, is een verwijzing naar Elouts activiteiten in de Grondwetscommissie (1814-1815). Onder de boeken ligt een resolutie uit 1818 over afschaffing van de slavernij. Met zijn linkerhand houdt Elout het gevest van de degen aan zijn zij vast. In de rechterbovenhoek van het schilderij is het wapen van de familie Elout afgebeeld.
Het portret werd ruim veertig jaar na het overlijden van Elout gemaakt en is gebaseerd op portretten van Charles Howard Hodges en L.A. Vincent.

## Toeschrijving en datering
Het schilderij is rechtsonder gesigneerd 'A. v.d. Berg ft.' en wordt door het Rijksmuseum gedateerd rond 1883.

## Herkomst
Het werk werd door Van den Berg gemaakt voor de portrettengalerij van de gouverneurs-generaal van Nederlands-Indië in paleis Rijswijk in Batavia. Andere portretten die Van den Berg voor deze serie maakte, zijn het portret van James Loudon en het portret van Johan Wilhelm van Lansberge. In januari 1950 werden de 67 portretten uit de galerij overgebracht naar het Rijksmuseum in Amsterdam. 